# Armen et Bullik
Pour plus de détails, voir Fiche technique et Distribution.
Armen et Bullik (Armen and Bullik) est un téléfilm franco-canadien réalisé en 1993 avec, dans les rôles principaux, Mike Connors, Roch Voisine et Maruschka Detmers.

## Synopsis
Mike Connors et Roch Voisine y tiennent les rôles des policiers Joe Armen et Tom Bullik. Ils mènent une enquête avec Marion afin de retrouver le trésor des Templiers et échapper à un tueur à gages qui en veut à Joe Armen.

## Production
Le téléfilm a été tourné entre Montréal et Paris durant l'été 1992.
Le film a été diffusé en première mondiale le 14 mars 1993 à Super Écran à l'occasion du 10e anniversaire de la chaîne.

## Distribution
- Mike Connors : Joe Armen
- Roch Voisine : Tom Bullik
- Maruschka Detmers : Marion
- Frank Hoffmann : Robinson